# Гиперболическое множество
В теории динамических систем, говорят, что диффеоморфизм {\displaystyle f} многообразия {\displaystyle M} гиперболичен на инвариантном множестве {\displaystyle \Lambda }, если касательное расслоение над {\displaystyle \Lambda } допускает непрерывное разложение в прямую сумму,
{\displaystyle T_{\Lambda }M=E^{u}\oplus E^{s},}
причём подрасслоения {\displaystyle E^{u}} и {\displaystyle E^{s}} инвариантны относительно динамики, и вектора {\displaystyle E^{u}} растягиваются, а вектора {\displaystyle E^{s}} сжимаются под действием динамики:
{\displaystyle \|f^{n}(v)\|\leq c_{1}\,\lambda ^{n}\|v\|\quad \forall n\in \mathbb {N} ,\,v\in E^{s},}
{\displaystyle \|f^{n}(v)\|\geq c_{2}\,\mu ^{n}\|v\|\quad \forall n\in \mathbb {N} ,\,v\in E^{u},}
где {\displaystyle c_{1},c_{2}>0} и {\displaystyle \mu >1>\lambda >0} — константы.
Также в этом случае говорят, что {\displaystyle \Lambda } — гиперболическое инвариантное множество отображения {\displaystyle f}.

## Линейные системы
Линейная система ОДУ называется гиперболической, если все её собственные значения (вообще говоря, комплексные) имеют отличные от нуля вещественные части.